# Chortycja
Chortycja (ukrajinsky Хортиця) je největší ostrov na řece Dněpr. Nachází se na jižní Ukrajině na území města Záporoží. Ostrov má protáhlý tvar (od severozápadu k jihovýchodu), je přes 12 km dlouhý, střední šířka je přibližně 2,5 km.
V 16. století vznikla na Chortycji opevněná tvrz záporožských kozáků, kteří odtud spravovali Záporožskou Sič. Dnes zde působí Muzeum záporožského kozáctva. V roce 2007 byla Chortycja zvolena jedním ze sedmi divů Ukrajiny.
Chortica je také název známé značky ukrajinské vodky.

## Dějiny

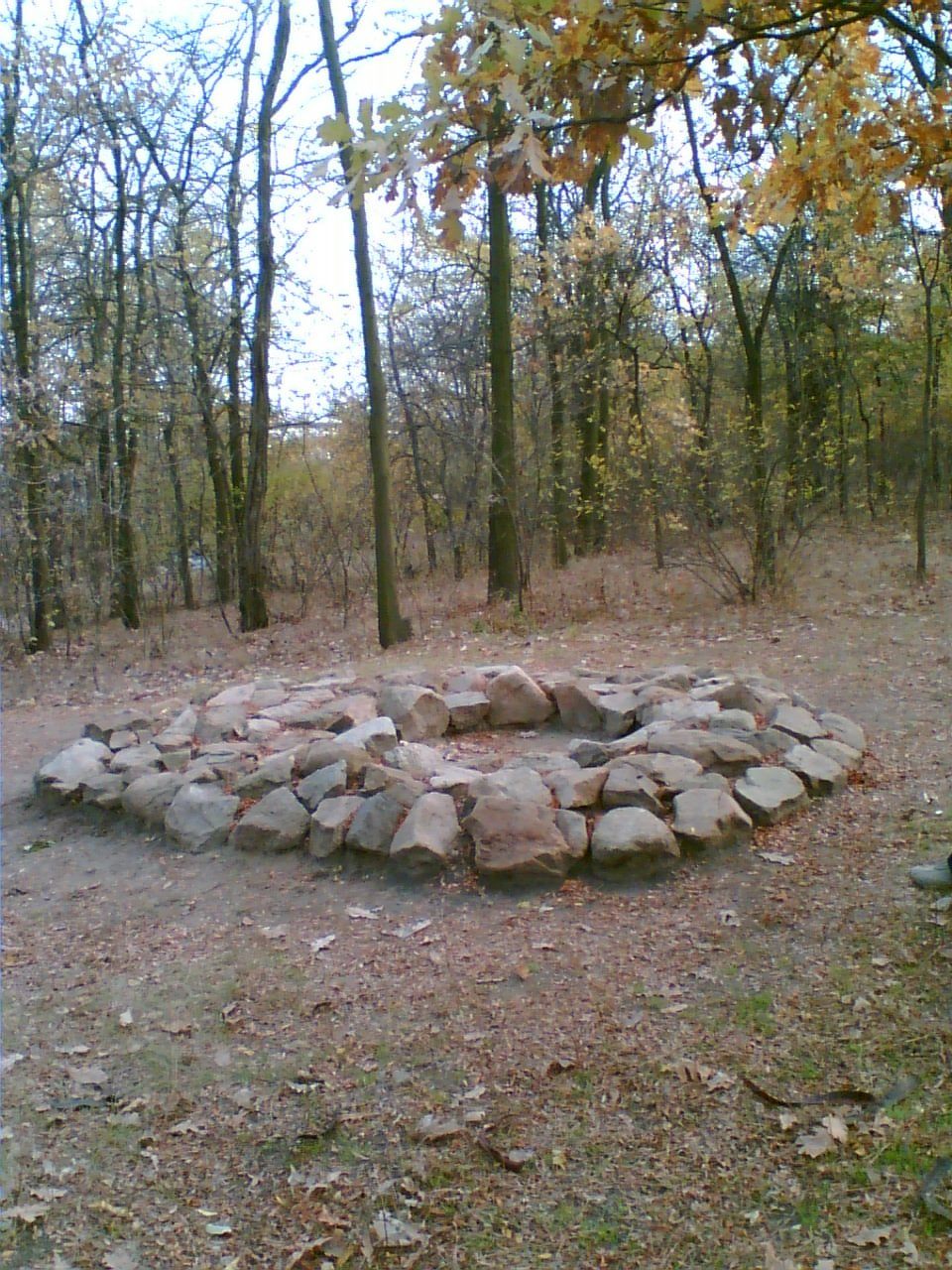
Pohanský chrám z období neolitu (rekonstrukce)

Byzantský císař Konstantin VII. Porfyrogennetos se v díle De administrando imperio zmiňuje o „ostrově svatého Georgia“ níže dněperských peřejí. Dle legendy v roce 972 byl na Chortycji zabit kyjevský kníže Svjatoslav Igorevič, když se vracel z výpravy na Konstantinopol.

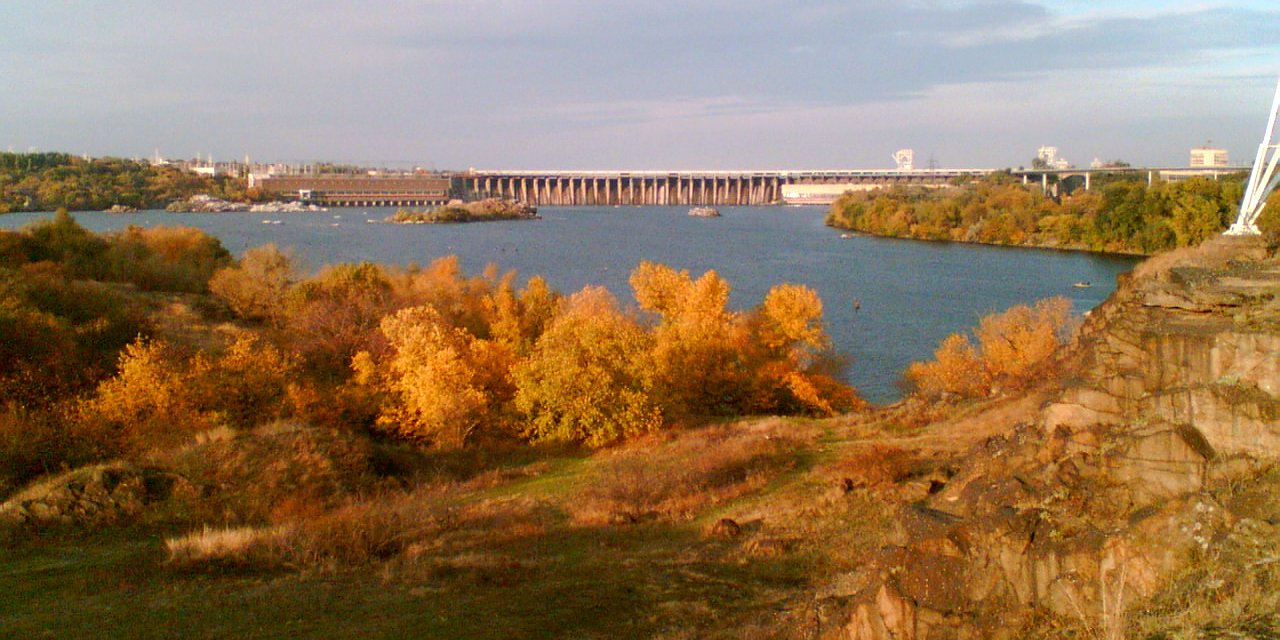
Severní skalnatá část Chortycji a DněproGES